# Nestor de Laranda
Pour les articles homonymes, voir Nestor (homonymie).
Lucius Septimius Nestor, communément appelé Nestor de Laranda (en grec ancien Νέστωρ Λαρανδεύς), est un poète romain né sous le règne de l'empereur Septime Sévère (à la fin du IIe siècle) et auteur de plusieurs poèmes composés en grec ancien. 
Nestor est originaire de la ville de Laranda, dans la région de Lycie en Asie Mineure. Il est le père de Pisandre de Laranda, également poète. Tous deux font partie des poètes du IIIe siècle ayant composé des épopées à sujets mythologiques.
La Souda attribue à Nestor de Laranda plusieurs poèmes dont deux seulement sont nommés : une Iliade lipogrammatique et des Métamorphoses. L’Iliade lipogrammatique de Nestor reprenait le sujet de l’Iliade d'Homère, en s'imposant, pour chacun des vingt-quatre chants, de ne pas employer la lettre qui servait de titre au chant (on utilisait par convention les lettres de l'alphabet pour numéroter les chants de l’Iliade) : ainsi le chant I (« alpha ») n'employait jamais la lettre alpha, le chant II (« bêta ») ne contenait pas la lettre bêta, etc. Cette œuvre est entièrement perdue. Des fragments des Métamorphoses, en revanche, nous sont peut-être parvenus, sous la forme de deux élégies intégrées à l’Anthologie grecque (IX, 129 et 364).